# بخش روپنگر
بخش روپنگر (به انگلیسی: Rupnagar district) یک بخش در هند است که در پنجاب واقع شده‌است. بخش روپنگر ۱٬۴۴۰ کیلومتر مربع مساحت و ۶۸۴٬۶۲۷ نفر جمعیت دارد.